# 三千年豔屍記
《三千年豔屍記》又名《長生術》、《她》或《洞窟女王》，英國哈葛德的非洲冒險小說《She: A History of Adventure》的中譯名。

## 歷程
1887年，哈葛德出版《三千年豔屍記》，首先連載於 Graph 雜誌，從1886年10月至1887年1月。Andrew M. Stauffer表示《她》的流行程度僅次於《所羅門王的寶藏》。

## 內容
故事內容是一位青年 Leo Vincey 家有一寶箱，箱裡有一陶片，上有文字記載著兩千年前他的祖先凱利克雷特（Kallikrates）和一位埃及公主的事，公主和祭司凱利克雷特（Kallikrates）有了愛情，一起逃離埃及，在非洲船難，被當地土人救起。當地土人被一位神秘的白人女王，艾伊莎（Ayesha）統治。艾伊莎曾在隱密的洞窟裡沐浴永生之火而得到永生。這位白人女王被稱為具完全權力的 "She"，土人們稱呼女王時，叫她為"She-who-must-be-obeyed"，女王愛上了這位祭司，但祭司拒絕，艾伊莎殺了祭司，公主有魔法保護，女王無法殺她，便將公主趕出非洲。公主到了雅典，並生下孩子，希望有人能幫她報仇，便將此事記在陶片上，流傳下來。
Leo 和一位劍橋大學教授 Horace Holly 為了找尋失落的寶藏而深入非洲大陸。在那裡，他們發生船難，並被當地的土人救起。他們遇到了統治這個部落的永生白人女王艾伊莎（Ayesha）。雖然女王是絕世美人，但她為了等待死去的戀人復活，已苦候兩千多年。當年祭司的屍體還栩栩如生地保存著，令人驚訝的是，祭司竟然跟 Leo 長得一模一樣。Leo 發現自己原來竟是凱利克雷特（Kallikrates）轉世。
兩千年後的女王依然愛著 Leo，最後 Leo 同樣也愛上了艾伊莎，為了能夠長相廝守，艾伊莎帶 Leo 到隱密的洞窟去沐浴永生之火，希望他也踏入永恆之火而得到永生。Leo 害怕被燒死不敢踏入火中，為了證明這是永生的火，艾伊莎又再一次踏入火中，結果這次卻使得她的身體迅速乾癟萎縮。臨死前，艾伊莎告訴 Leo，自己會再轉世相見。

## 後續
1905年哈葛德又出版了《三千年豔屍記》的续集：《艾伊莎》（Ayesha: The Return of She），講的是艾伊莎轉生的故事。1923年還有《智者之女》(Wisdom's Daughter: The Life and Love Story of She-Who-Must-Be-Obeyed, 1923)

## 中文版
錢鍾書曾回憶說《三千年艳尸记》第五章结尾刻意描写鳄鱼和狮子的搏斗，对小孩子说来，这是一个惊心动魄的场面，紧张得使他眼瞪口开、气也不敢透的。錢鍾書還表示林纾的中文文笔比哈葛德的英文文笔高明得多，“哈葛德的原文很笨重，对话更呆蠢板滞，尤其是冒险小说里的对话，把古代英语和近代语言杂拌一起。”
《三千年豔屍記》是林紓的譯本，但早在1898年5月《时务报》第60—69册上刊载曾廣銓譯為《長生術》，作者被譯為“解佳”，也就是哈葛德小说《她》。